# Raión de Kiev (Donetsk)
Raión de Kiev (en ucraniano: Київський район) es un raión o distrito urbano de Ucrania, en la ciudad de Donetsk. 
Comprende una superficie de 33 km².

## Demografía
Según estimación 2010 contaba con una población total de 139 000 habitantes.